# ناحیه لروی، شهرستان کالاهون، میشیگان
ناحیه لروی (به انگلیسی: Leroy Township) یک منطقهٔ مسکونی در ایالات متحده آمریکا است که در شهرستان کالهاون، میشیگان واقع شده‌است.
 ناحیه لروی ۹۴٫۴ کیلومتر مربع مساحت و ۳٬۷۱۲ نفر جمعیت دارد و ۲۸۳ متر بالاتر از سطح دریا واقع شده‌است.